# Bohemundo V de Antioquía
Bohemundo V de Antioquía o Bohemundo II de Trípoli (1199-1252) fue el gobernante del principado de Antioquía, un estado cruzado, desde 1233 hasta su muerte. Fue al mismo tiempo conde de Trípoli.
Bohemundo V fue el hijo de Bohemundo IV de Antioquía y Plaisance de Gibelet. Al igual que su padre antes, Bohemundo tenía una conocida aversión por los Caballeros Hospitalarios y el vecino Reino de Armenia, prefiriendo una alianza con los Caballeros Templarios. La paz con Armenia fue asegurada poco antes de su muerte, con la mediación de Luis IX de Francia.
En 1225, Bohemundo se casó con la princesa Adela (también conocida como Alicia de Jerusalén), reina viuda de Chipre y Jerusalén, de quien se divorció y anuló el matrimonio después del 5 de julio de 1227, muy probablemente en 1229, sin dejar descendencia. Su segundo matrimonio fue en 1235 con Lucía de Segni, la sobrina nieta del papa Inocencio III. Tuvo dos hijos:
- Plasencia de Antioquía, una hija que se convirtió en la tercera esposa del rey Enrique I de Chipre en 1251[2]
- Bohemundo VI de Antioquía, su sucesor como príncipe de Antioquía

Bohemundo V murió en enero de 1252. Puesto que su hijo y sucesor sólo tenía 15 años en ese entonces, ascendió bajo la regencia de la princesa viuda, Lucía. Sin embargo, Lucía nunca dejó Trípoli, y en su lugar entregó el gobierno del principado a sus familiares romanos. Esto la hizo impopular, por lo que el joven Bohemundo VI obtuvo la aprobación del rey Luis IX de Francia, que estaba en la Cruzada en ese momento, para obtener el permiso del papa Inocencio IV para obtener su mayoría de edad unos meses antes.